# Биттнер, Ларри
Лоренс Дэвид Биттнер (англ. Lawrence David Biittner; 27 июля 1946, Покахонтас, Айова — 2 января 2022, там же) — американский бейсболист, аутфилдер и игрок первой базы. Выступал в Главной лиге бейсбола с 1970 по 1983 год. Наибольшую известность получил как игрок клубов «Техас Рейнджерс» и «Чикаго Кабс».

## Биография

### Ранние годы и начало карьеры
Лоренс Биттнер родился 27 июля 1946 года в Покахонтасе в штате Айова. Один из двенадцати детей в семье Эдварда Оскара Биттнера и его супруги Хенриетты. Его дедушка и бабушка по отцовской линии носили фамилию Бюттнер, в конце XIX века они эмигрировали в США из Баварии. Биттнер учился в католической школе Покахонтаса, был одним из лидеров её баскетбольной команды, играл в бейсбол. За годы учёбы он дважды становился победителем чемпионата штата по баскетболу, побил несколько школьных рекордов, позднее его избрали в Зал славы школьной баскетбольной ассоциации Айовы. Окончив школу в 1964 году, он получил баскетбольную стипендию в университете Дрейка в Де-Мойне, но учился там недолго. Вскоре Биттнер перевёлся в колледж Буэна-Виста, где ему предложили играть и в бейсбол.
В 1965 году в составе бейсбольной команды колледжа Биттнер выиграл чемпионат Айовы. Ещё через три года его включили в состав сборной звёзд Национальной ассоциации межвузовского спорта NAIA. Скауты профессиональных клубов следили за ним и ранее, а после окончания колледжа в 1968 году их интерес вырос ещё больше. Скаут «Вашингтон Сенаторз» Ли Энтони убедил руководство клуба выбрать Биттнера в десятом раунде драфта 1968 года. Сначала тренерский штаб планировал отправить его в фарм-команду «Женива Сенаторз» как питчера, но затем было решено, что на бите новичок играет лучше. Профессиональную карьеру Биттнер начал на уровне AA-лиги в составе «Саванны Сенаторз».
Большую часть сезона 1969 года он провёл на военной службе. После демобилизации он успел сыграть всего четырнадцать матчей за «Саванну», после чего был направлен в Учебную лигу во Флориде. Успешное выступление там позволило Биттнеру попасть в расширенный состав «Вашингтона». Весной 1970 года его перевели в другой фарм-клуб AA-лиги «Питтсфилд Сенаторз». С перерывом на участие в военных сборах, он провёл несколько хороших матчей и в июле был вызван в основной состав «Вашингтона», лишившегося из-за травм двух основных бьющих. Дебютировав в Главной лиге бейсбола, Биттнер сыграл всего в двух матчах, но успел произвести положительное впечатление на главного тренера Теда Уильямса. Оставшуюся часть сезона он доиграл в «Питтсфилде», где с показателем эффективности 32,5 % стал вторым отбивающим лиги.

### Главная лига бейсбола

#### Вашингтон и Техас
Весной 1971 года он участвовал в сборах основного состава «Сенаторз». Конкуренция за места в аутфилде была очень высокой, и перед стартом чемпионата Биттнер с другими молодыми игроками был направлен в фарм-команды. Около месяца он провёл на уровне AAA-лиги в «Денвер Беарс», где отбивал с эффективностью 35,6 %. После отчисления неудачно игравшего Ричи Шейнблума Биттнер был возвращён в «Сенаторз». На поле он выходил на позиции правого аутфилдера и как пинч-хиттер. В 171 выходе на биту он выбил 44 хита при показателе отбивания 25,7 %. Тед Уильямс считал, что игрок с такими антропометрическими данными, как у Биттнера, должен обладать большей силой, и в последующее межсезонье лично работал с ним над этим аспектом.
К началу сезона 1972 года «Сенаторз» покинул ряд ветеранов команды, а сам клуб переехал в Техас, сменив название на «Рейнджерс». Чемпионат складывался неудачно и молодые бейсболисты получали всё больше игрового времени. Биттнер начал турнир неудачно и в мае потерял место в основном составе. Вернуть его удалось летом, когда ряд игроков получили травмы. Тренеры задействовали его на различных позициях в аутфилде, в том числе в центре, где Биттнеру не хватало скорости. В июле, после обмена Дона Минчера, его перевели на первую базу. К тому моменту Уильямс уже оставил попытки переучить его, чтобы получать большее количество выбитых хоум-ранов.
Биттнер готовился к сезону 1973 года как первый базовый, но сначала «Рейнджерс» приобрели на эту позицию Майка Эпстейна, а затем, уже по ходу чемпионата, Джима Спенсера. Большую часть года он провёл в запасе. В ноябре его перевели в фарм-клуб, а ещё через месяц обменяли в «Монреаль Экспос» на питчера Пэта Джарвиса. Генеральный менеджер клуба знал Биттнера по его выступлениям за студенческую команду, но в «Экспос» не знали о безуспешных попытках Теда Уильямса превратить его в силового отбивающего.

#### Монреаль Экспос
После весенних сборов 1974 года Биттнер был переведён в команду AAA-лиги «Мемфис Блюз». С показателем эффективности 32,7 % он стал одним из самых эффективных бьющих Международной лиги и в августе вернулся в Главную лигу бейсбола. До конца чемпионата он пятнадцать раз выходил на биту как пинч-хиттер. В следующем сезоне, когда «Экспос» обменяли ряд левосторонних отбивающих, Биттнер стал игроком основного состава. Регулярный чемпионат он завершил с показателем отбивания 31,5 %, став лучшим в команде.
В 1976 году он продлил контракт с клубом, но новый главный тренер Карл Кил предпочёл сделать ставку на молодёжь. Уже 17 мая «Экспос» обменяли Биттнера и ещё одного ветерана Стива Ренко в «Чикаго Кабс» на Андре Торнтона. В новой команде он выходил на поле на позициях первого базового и левого аутфилдера, а с конца июля, после травмы руки, как пинч-хиттер.

#### Чикаго Кабс
Весной 1977 года на сборах Биттнер работал над игрой на бите с тренером Лью Фонсекой. Эти занятия принесли результат, в мае он входил в число лучших отбивающих лиги и провёл единственную в своей карьере игру с несколькими выбитыми хоум-ранами. Часть чемпионата он отыграл на первой базе, заменяя травмированного Билла Бакнера, затем выходил левым аутфилдером вместо Хосе Карденаля. Лучший сезон в своей карьере Биттнер завершил лидером «Кабс» по количеству набранных ранов и RBI, выбитых хитов, даблов, хоум-ранов и показателю отбивания. После окончания он получил статус свободного агента.
Биттнер дал понять клубу, что хочет и дальше играть недалеко от родной Айовы, и подписал новый контракт. В то же межсезонье состав «Кабс» пополнил аутфилдер Дэйв Кингман. После этого его игровое время значительно сократилось. В первых 42 матчах сезона он выходил на биту всего 47 раз. По ходу чемпионата Биттнер провёл 15-матчевую результативную серию, заменяя травмированного Бакнера, но затем снова был переведён в запас. В декабре 1978 года им интересовалась «Атланта Брэйвз», но переход не состоялся.
В «Чикаго» он провёл ещё два сезона, в каждом из которых выходил на биту менее 300 раз. При этом Биттнер отличился несколькими хитами в важных для команды матчах. Колумнист журнала Sporting News Ричард Дозер писал о нём: «У скольки команд есть игрок, отбивающий с показателем 29,0 %, при этом не попадающий в состав в половине матчей?» В матчах за «Кабс» Биттнер выбил 46 хитов как пинч-хиттер, этот результат стал повторением клубного рекорда. Свой последний матч за команду он провёл 5 октября 1980 года.

#### Завершение карьеры
В январе 1981 года в статусе свободного агента Биттнер подписал контракт с «Цинциннати Редс». Сезон был сокращён из-за забастовки и на поле он выходил редко. В 1982 году он стал единственным игроком клуба с эффективностью игры на бите выше 30,0 %. В декабре он покинул команду и заключил соглашение с «Рейнджерс», рассчитывая получить больше игрового времени. Ожидания Биттнера не оправдались, большую часть сезона 1983 года он провёл в хорошо знакомой ему роли пинч-хиттера. В октябре контракт был расторгнут, после чего он объявил о завершении спортивной карьеры. За четырнадцать лет в лиге он сыграл в 1217 матчах с показателем отбивания 27,3 %.

### После бейсбола
Закончив играть, Биттнер поселился в Чикаго, где работал трейдером на бирже и торговал недвижимостью. В 1990 году он вернулся в Покахонтас и занялся фермерством. В его честь был назван городской бейсбольный стадион. Он умер от рака 2 января 2022 года в возрасте 75 лет.